# Mirsad Halilovic
Michi Halilovic, né le 4 septembre 1984 à Berchtesgaden, est un skeletoneur allemand d'origine bosnienne. Au cours de sa carrière, en Coupe du monde, il a remporté une épreuve (à Altenberg en décembre 2009) et fini à trois reprises sur un podium.

## Palmarès
| Compétitions / Année    | Compétitions / Année    | 2005 | 2006 | 2007 | 2008 | 2009 | 2010 | 2011 |
| ----------------------- | ----------------------- | ---- | ---- | ---- | ---- | ---- | ---- | ---- |
| Jeux olympiques d'hiver | Jeux olympiques d'hiver | -    | -    | -    | -    | -    | 13e  |      |
| Championnats du monde   | Ind.                    | -    | -    | -    | -    | 5e   | -    | -    |
| Championnats du monde   | Mixte                   | -    | -    | -    | -    | -    | -    | 1er  |
| Championnats d'Europe   | Championnats d'Europe   | 9e   | 8e   | 8e   | -    | 4e   | -    | -    |
| Coupe du monde          | Coupe du monde          | 13e  | 25e  | 15e  | 28e  | 31e  | 7e   | 6e   |

### Coupe du monde de skeleton
- Meilleur classement général : 6e en 2010-2011.
- 3 podiums individuels dont 1 victoire, 1 deuxième place et 1 troisième place.

#### Détails des victoires en Coupe du monde
| Édition   | Piste     | Total |
| 2009-2010 | Altenberg | 1     |